# بيرني برينان
بيرني برينان هو لاعب كرة القدم الكندية كندي، ولد في 1927 في Deseronto ‏ في كندا.